# Горгій
Горгій (грец. Γοργίας, 483 до н. е., Леонтіни, Сицилія — 375 до н. е., Лариса, Фессалія) — давньогрецький філософ, досократик, софіст. Найоригінальніший і послідовний серед усіх софістів.

## Життєпис
Близько 427 до н. е. відправлений в Афіни на чолі посольства із проханням про допомогу для свого міста проти сиракузців (під час Пелопоннесської війни). Після того він багато мандрував Грецією, викладаючи риторику і пишучи урочисті промови для виголошення на олімпійських і дельфійських святах. Кінець життя провів у Ларисі і помер в 375 р. до н. е. на 108-му році від народження.

## Погляди
У молодості Горгій займався натурфілософією, як учень Емпедокла, потім перейшов до діалектики елейської школи і, засвоївши скептичні аргументи Зенона і Мелісса проти уявного буття, розвинув їх далі і звернув проти всякого буття і всякого пізнання у творі «Про природу, або про неіснуюче», якого зміст викладається у Секста Емпірика (лат. Adversus Mathematicos), також у приписуваній праці Арістотеля творі «De Melisso, Xenophane et Gorgia». Згодом Горгій, подібно іншим софістам, проміняв філософію на словесне мистецтво.
У названому творі Горгій доводить такі положення: 1) нічого не існує, 2) якби щось існувало, його не можна було б пізнати, 3) якби воно існувало і було пізнаваним, його не можна було б висловити.

### Доведення
1. Якби щось існувало, воно було б або суще, або не суще, або і те, й інше; але сущим не може бути, бо за ним не можна утримати ніякого визначення. Якщо суще є, то воно або визначається самим собою, і отже, вічне, безначальне і нескінченне, або ж визначається іншим. В першому випадку його немає ніде, бо якщо воно є де-небудь, то воно не нескінченне, тому що те, в чому воно знаходиться, відрізняється від нього самого і становить його кордон, а також не може воно бути в самому собі, оскільки це означало б, що воно відрізняється від самого себе і не є те, що є, а це безглуздо.
Настільки ж неможливий і другий випадок: суще не може бути, як те, що походить від іншого, тому що воно походило б або із сущого, або з не сущого, але від сущого воно походити не може, бо тоді воно вже було б, а не утворилось, від не сущого ж воно не може походити, тому що з нічого нічого не утворюється.
Подібним чином Горгій доводить, що суще не може бути ні єдиним, ні множинним і т. д. Отже його зовсім немає, але також немає і не сущого, бо якби воно було, то воно тим самим було б сущим. Нарешті не можна допустити, щоб суще і не суще існували разом, бо вони чи розрізняються між собою, або не розрізняються; якщо розрізняються, то ні те, ні інше не може існувати згідно з попереднім, якщо ж не розрізняються, то не можна про них сказати обидва — тоді залишається тільки одне, яке є або суще, або не суще і знову-таки не може існувати ні в тому, ні в іншому випадку, як доведено.
2. Якби щось існувало, то його не можна було б пізнавати, бо ми можемо пізнавати тільки в наших власних уявленнях, але наші уявлення не є зовнішніми речами. Якби подання ручалося за буття, тоді все що представляється було б реальним. Наприклад, літаюча людина, колісниця, що котиться по морю тощо. Також те, що не існує, не могло б бути представлене; між тим, ми уявляємо собі Химеру, Сциллу і тому подібне.
3. Якщо б щось існувало і було пізнаваним, ми не могли б висловити це пізнання, бо слова — особливі звукові явища, які належать тільки до одного відчуття — слуху, тоді як пізнаване нами належить до різних відчуттів і не має нічого спільного зі словами.